# Симон Джанашия
Симон Джанашия (на грузински: სიმონ ჯანაშია) е грузински историк.
Роден е на 26 юли 1900 година в Макванети, Гурия, в семейството на просветния деец и етнограф Николоз Джанашия. През 1922 година завършва Тбилиския университет, където преподава от 1924 година до смъртта си. Работа в областта на средновековната и древна история на Грузия, археологията и етногенезиса на кавказките народи.
Симон Джанашия умира на 15 ноември 1947 година в Тбилиси.